# دو (شركة اتصالات)
دو (بالإنجليزية: du)‏ أو شركة الإمارات للاتصالات المتكاملة (بالإنجليزية: Emirates Integrated Telecommunications Company)‏ هي شركة اتصالات في دولة الإمارات العربية المتحدة، وقد حصلت على رخصة تشغيل خدمات الاتصالات في الدولة في 12 فبراير 2006. وقد رُمز لها بدايةً بأول أحرف اسم الشركة القانوني EITC قبل أن يتم تغيير اسم العلامة التجارية إلى ما هو عليه حاليا «دو» أو كما يستخدم في الشعار باللغة الإنجليزية du. وتعد الشركة مزود اتصالات رباعي يقدم خدمات الهاتف المتحرك (الموبايل) والانترنت البرودباند والتلفزيون المدفوع والهاتف الثابت في الإمارات. وتعرف الشركة باهتمامها بالفعاليات الفنية والثقافية والريادية في الإمارات وبكونها من أوائل الشركات الإماراتية التزاما بالتوطين.

## تاريخ الشركة
أصدرت اللجنة العليا لتنظيم قطاع الاتصالات بالإمارات باعتبارها الجهة المخولة من حكومة الدولة للاشراف على قطاع الاتصالات قرارا بترخيص شركة اتصالات جديدة لتقديم خدمات الاتصالات بالدولة برأس مال يبلغ أربعة مليارات درهم وذلك في شهر مايو في عام 2005.
أطلقت «دو»، مزود خدمات الاتصالات المتكاملة في دولة الإمارات العربية المتحدة، خدماتها للهاتف المتحرك في جميع أنحاء الدولة بتاريخ 11 فبراير 2007.
أفادت نتائج عام 2008 للسنة كاملة في شهر فبراير عن أنه تم أضافت 1,880,000 زبائن خدمة الهاتف النقال خلال ال 12 شهرا الأولى ومع نهاية العام 2008 اختار 3 ملايين من سكان الإمارات أن يكونوا من عملاء «دو» وكانت قد وبلغت ايرادات الشركة حينها 1.08 مليار، أي أكثر بـ 157٪ عن العام الذي سبق.

## ملكية الشركة
الشركة اليوم مملوكة بنسبة 19.75% من قبل مبادلة للتنمية و 19.50% من قبل تيكوم و 39.50% من قبل جهاز الإمارات للاستثمار، فيما يمتلكون المساهمون العامة باقي الحصة في الشركة حيث يتم تداول أسهم الشركة في سوق دبي المالي.

## التنظيم الإداري

### الرئيس التنفيذي
تم تعيين عثمان سلطان رئيساً تنفيذياً لشركة «دو» منذ التأسيس في العام 2006 وحتى الآن، وكانت مهمته تأسيس الشركة وتطوير أعمالها لتكون لاعباً أساسياً في قطاع الاتصالات في المنطقة. وقبل عمله في «دو» أمضى عثمان سلطان 8 سنوات مديراً لشركة موبينيل في مصر، وهي الشركة التي ساعد في تأسيسها في العام 1998 وطوّرها إلى أن أصبحت أول مشغّل للهواتف المتحركة في مصر. ومن بين خبراته إدارة العمليات في أوروبا، وأميركا الشمالية والشرق الأوسط.
في 2010 اختارت مجلة غلوبال تيليكوم بيزنس، عثمان سلطان، الرئيس التنفيذي لمؤسسة الإمارات للاتصالات المتكاملة «دو» ضمن أكثر الرؤساء التنفيذيين تأثيراً في مجال الاتصالات، وذلك في قائمة أهم 100 شخصية التي نشرها موقع جي تي بي بي الناشر لمجلة أعمال شركات الاتصال العالمية السنوية وتتضمن أسماء الشخصيات التي أثّرت بشكل واضح في عالم الاتصالات.

## منتجات وخدمات
تقدم «دو» خدمات الهاتف المتحرك والهاتف الثابت في الإمارات كما توفر خدمة الإنترنت والتلفزيون المدفوع في المناطق الحرة في دبي، وطرحت «دو» خدمة الهاتف الثابت عبر خدمة «اختيار المشغل» وذلك في يوليو 2007.
تقدم الشركة أيضاً خدمة مشاهدة التلفزيون على الهاتف المتحرك وخدمة الدفع عبر الهاتف المتحرك وبطاقة «وأو» لإعادة تعبئة الرصيد (والتي تتيح للمستخدم حرية الاختيار بين وقت أكثر برصيد مدى الحياة أو وَفر أكثر برصيد إضافي والآن بخيار «مكالمات أكثر برصيد دولي»)، بالإضافة إلى الخدمة الذاتية للعملاء.
كما تقدم دو خدمات مخصصة للمؤسسات من بينها خدمة «مجموعة الاتصال المغلقة للمؤسسات» وخدمة «البلد المفضل الدولية». وتقدم وحدة خدمات البث منصة متكاملة وحلولاً للبث والاتصالات لشركات البث من خلال المحطة الأرضية (سماكوم) ومزايا غرفة التحكم الأساسية.

## المبيعات والتوسع

### النتائج المالية
أعلنت شركة الإمارات للاتصالات المتكاملة ش.م.ع («دو»)، عن نتائجها المالية للربع الأول من عام 2013 في 4 مايو 2013 ومن أبرز ملامح النتائج المالية للربع الأول من العام الحالي، نمو الإيرادات بنسبة 10.73% على أساس سنوي لتصل إلى 2.63 مليار درهم بعد أن كانت 2.37 مليار درهم في الربع الأول من العام 2012.
ونمت إيرادات الهاتف المتحرك بنسبة 11.13% على أساس سنوي لتصل إلى 2.06 مليار درهم، مقارنة بما كانت عليه في الربع الأول من العام 2012 حيث كانت 1.85 مليار درهم.ونمنت إيرادات بيانات الهاتف المتحرك بنسبة 32.77% على أساس سنوي مسجلة 520 مليون درهم مقابل 392 مليون درهم في الربع الأول من عام 2012. ونمت الأرباح قبل اقتطاع الفائدة والضريبة والمستهلكات (EBITDA) بنسبة 13.92% على أساس سنوي لتصل إلى 1.05 مليار درهم مقابل 925 مليون درهم في الربع الأول من عام 2012. وقد سجل هامش الأرباح قبل اقتطاع الفائدة والضريبة والمستهلكات Margin) EBITDA) نسبة 40.11% بعد أن كان 38.98% في الربع الأول من عام 2012. كما نما صافي الأرباح قبل خصم حقوق الامتياز بنسبة 12.86% على أساس سنوي ليصل إلى 752 مليون درهم مقارنة بالربع الأول من عام 2012 حيث كان 666 مليون درهم.ونما صافي الأرباح بعد خصم حقوق الامتياز بنسبة 40.46% على أساس سنوي ليصل إلى 468 مليون درهم مقارنة بالربع الأول من عام 2012 حيث كان 333 مليون درهم.

### التوسع وقاعدة العملاء
من أبرز المعطيات المتعلقة بالعملاء في الربع الأول من عام 2013:
-انضمام 182,261 عميل فعال إلى خدمات الهاتف المتحرك، ليصل إجمالي عملاء خدمة الهاتف المتحرك إلى 6,639,549 عميل فعال، أي بزيادة قدرها 19.92% عن الربع الأول من عام 2012 حيث كان إجمالي عدد العملاء 5,536,614.
- تمثل قاعدة مستخدمي خدمات الهاتف المتحرك بنظام الدفع الآجل نسبة 8.30% من قاعدة مستخدمي الهاتف المتحرك أي بزيادة قدرها 7.46% عن الربع الأول من عام 2012
- انضمام 144,010 عميل إلى خدمات الهاتف المتحرك بنظام الدفع المسبق، والتي تمثل حاليًا 91.70% من قاعدة مستخدمي الهاتف المتحرك.
- زيادة عدد مشتركي خدمة الهاتف الثابت إلى 571,516، أي بارتفاع قدره 4.81% عن الربع الأول من عام 2012.

## الحوكمة والمسؤولية الاجتماعية

### الحوكمة
كانت («دو») الشركة الوحيدة التي تتلقى جائزة التميز في مجال حوكمة المؤسسات” للعام 2012 في دولة الإمارات العربية المتحدة، والتي تمنحها مجلة ورلد فايننس البريطانية، لتكون ضمن 53 شركة على المستوى الدولي في مجال الحوكمة. كما ذكرت الشركة في التقرير السنوي لعام 2012 أنها تواصل إرساء دعائم الحوكمة والتي شملت جوانب عديدة منها الرقابة المحكمة على عملية المراجعة والتدقيق الداخلية والخارجية، سياسة التعامل بالأسهم والإبلاغ عن المخالفات، وآليات إدارة المخاطر المؤسسية، وتعزيز مبدأ الشفافية والمسؤولية على جميع المستويات بما فيها الإدارة العليا. كما ذكر في التقرير أن الحوكمة المؤسسية في شركة اتصالات الإمارات المتكاملة («دو») لديها قواعد السلوك ومبادئ الالتزام يفرضها مجلس إدارة الشركة والتي تتماشى مع المعايير العالمية. وتشمل هذه الضوابط مهام ودور رئيس مجلس الإدارة والرئيس التنفيذي، حيث تحظر قواعد الحوكمة على رئيس مجلس الإدارة تولي مهام الرئيس التنفيذي للشركة.

### التوطين
ضاعفت شركة دو في العام 2012 عدد الموظفين الإماراتيين العاملين في مركز خدمة العملاء في الفجيرة الذي يديره طاقم عمل كامل من المواطنين، كما قامت بتخريج 146 مواطناً إماراتياً من برنامج مسار التدريبي في عام 2012، والذي دام 18 شهرا. ويهدف برنامج «مسار» إلى تطوير وتدريب الموارد البشرية الإماراتية الشابة حديثي التخرج. مما أدى إلى زيادة نسبة التوطين إلى حوالي 31 % من إجمالي القوة العاملة في الشركة مقارنة بما كانت عليه في العام 2011 حيث كانت 28 %. كما تمثل نسبة الموظفين التنفيذيين في الشركة 41 %.

### المسؤولية الاجتماعية للمؤسسة
أحرزت دو زيادة قدرها 9.6٪ في مجموع نقاط علامة المسؤولية الاجتماعية للشركات، وهو ما يتجاوز متوسط درجة الفوز في جميع الفئات الأربع، ألا وهي البيئة، ومقر العمل، والسوق، والمجتمع. وكانت فئة السوق موضع قوة الشركة خلال التقييم، حيث حققت 80٪ من أعلى درجة ممكنة، بزيادة قدرها 19٪ بالمقارنة مع العام 2011. وكانت فئة المجتمع ثاني نقاط القوة، بزيادة قدرها 10.7٪ بالمقارنة مع 2011، تلاها مقر العمل والبيئة.

## الفعاليات والرعاية

### دو على هواك!
«دو على هواك!» هو اسم مبادرة للترفيه المباشر التي تقدم الشركة عبرها رعاية لفعاليات الموسيقى والفعاليات الرياضية والأداءات الفنية على مدار العام وتم الإعلان عنها في فبراير 2011. ويتضمن ذلك مهرجان للموسيقي العالمية من دو وفعاليات مختلفة كعروض الدرجات رد بل وسباقات الفورمولا ون.

### دو أرينا وقاعة دو
ميدان دو أو كما يعرفه الكثيرون دو أرينا هو مسرح في الهواء الطلق بقع في جزيرة ياس في أبوظبي، وصمّم ليقدم للجمهور أفضل تجربة سمعية وبصرية للحفلات الموسيقية والعروض الحية. وتم تغيير الاسمين من ميدان ياس وقاعة فلاش إلى ميدان وقاعة دو بفضل الشراكة التي أعلنتها شركتا دو وفلاش للترفيه خلال مؤتمر صحافي عقد 13 مايو 2012 في فندق فايسروي أبو ظبي بحضور عثمان سلطان الرئيس التنفيذي لشركة دو، وجون ليكرش مدير عام فلاش للترفيه.
تغيير الأسماء وسّع من نطاق منصة «دو على هواك» ومن جهة أخرى حمل تطويرا للبنية التحتية للقاعة والميدان وتحديثها بأنظمة صوت وإضاءة على مستوى عالمي وإضافة سجادة خضراء تغطي كامل الميدان والقيام بتسهيل عمليات دخول وخروج الجمهور.

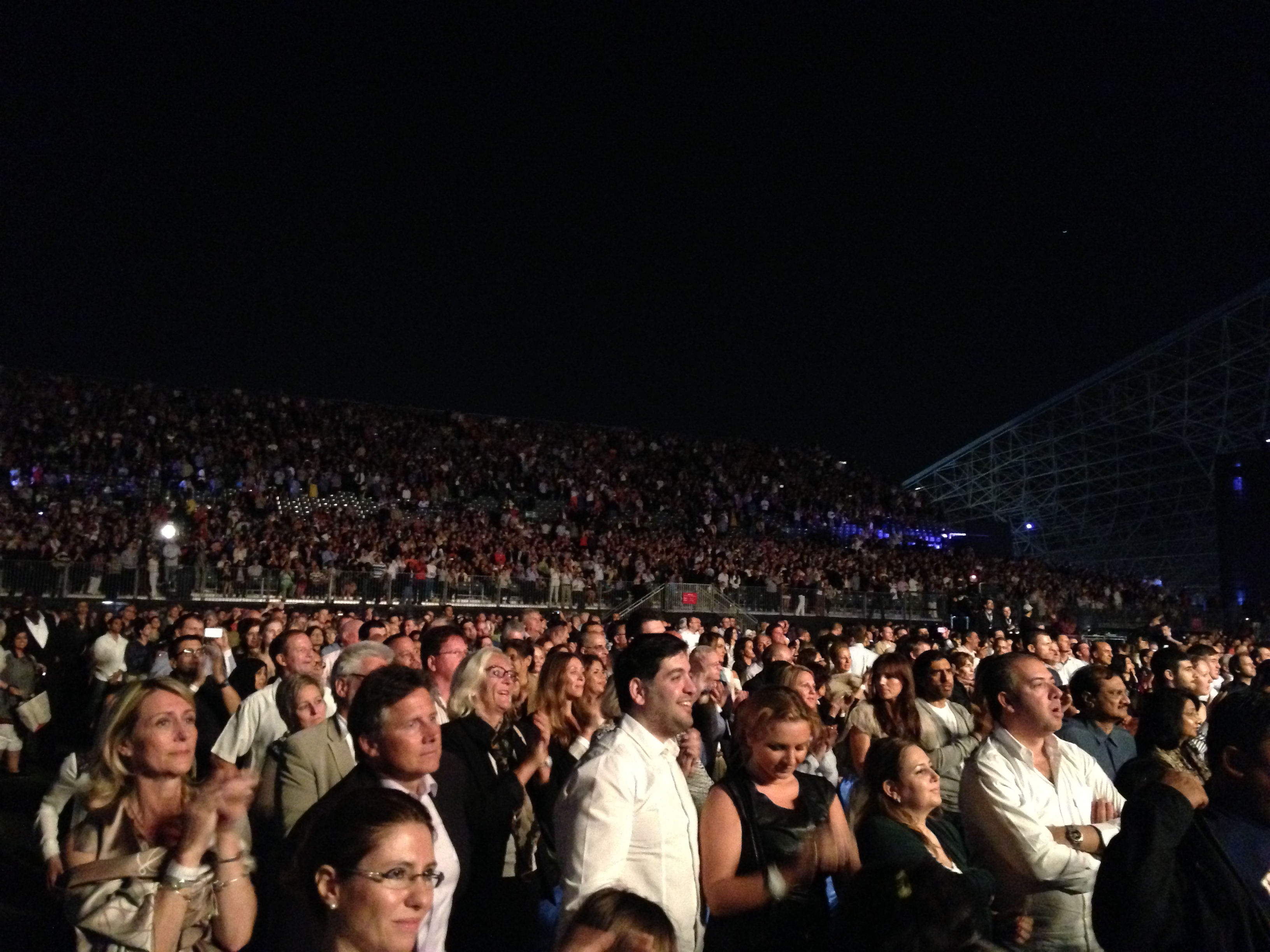
الجمهور في حفل بوتشيللي مغني الأوبرا الإيطالي خلال حفلته في ميدان دو في أبوظبي، الإمارات برعاية دو على هواك في 22 مارس 2013

## وصلات خارجية
- الموقع الرسمي